# 阿比扬省
阿比揚省（阿拉伯语：‎）是也門的一個省，位於該國的南部、亞丁東北方。面對亞丁灣。面積20,380平方公里，2012年人口513,701人。
首府津吉巴爾。下分十一區。
1. ↑  . Central Statistical Organisation.   [24 February 2013]. （原始内容存档于15 October 2015）.